# Železniční trať Vratislav–Lichkov
Železniční trať Wrocław–Lichkov (v Polsku označená číslem 276, v Česku 025) je elektrifikovaná železniční trať v Polsku a Česku, o délce 138,486 km. Vede z Wrocławi přes Kłodzko, Międzylesie do Lichkova, protíná ji státní hranice s Českem.